# Stefan Effenberg
Stefan Effenberg (* 2. srpen 1968 Hamburk) je bývalý německý fotbalista. Hrával na pozici záložníka.
S německou reprezentací získal stříbrnou medaili na mistrovství Evropy 1992. Na tomto turnaji byl federací UEFA zařazen i do all-stars týmu. Hrál též na mistrovství světa roku 1994. Celkem za národní tým odehrál 35 utkání a vstřelil 5 branek.
S Bayernem Mnichov vyhrál v sezóně 2000/01 Ligu mistrů. Za stejnou sezonu obdržel cenu UEFA Club Footballer of the Year (2002/03)
Třikrát se v dresu Bayernu stal mistrem Německa (1998/99, 1999/00, 2000/01). Dvakrát vyhrál německý pohár, poprvé s Borussií Mönchengladbach (1994/95), podruhé s Bayernem (1999/00).